# مارسيا ماركس
مارسيا ماركس (بالإنجليزية: Marcia Marx)‏ هي فنانة أمريكية، ولدت في 1931، وتوفيت في 2005 بسبب سرطان.